# Chrysophyllum splendens
Chrysophyllum splendens là một loài thực vật có hoa trong họ Hồng xiêm. Loài này được Spreng. mô tả khoa học đầu tiên năm 1824.